# Johan Karlsson (Färla, Orestes Keldorssons ätt)
Johan Karlsson (Färla, Orestes Keldorssons ätt) eller Johannes Caroli Färla, död 4 maj 1378, var en svensk präst och domprost i Linköping. 

## Biografi
Johan Karlsson (Färla, Orestes Keldorssons ätt) var son till riddaren och riksrådet Karl Orestason (Färla) och Helena Magnusdotter (Bjälboättens oäkta gren). Han fick 1327 provision till kanonikat i Uppsala. Johan Karlsson fick Lagga församling som prebende efter kaniken Nils Kristinason (död 1328) och fick 1345 Danmarks församling som prebende efter kaniken Sigmund. Han bytte  Danmarks församling mot Tierps församling som prebede efter kaniken Nils Jonssons död 6 december 1351. Från Tierp som prebede fick han inkomst år 1351 och 1356.
Han var från 10 maj 1351 till 1 juli 1353 canonicus i Uppsala och kyrkoherde i Lagga församling och Östuna församling. Den 20 mars 1356 var han kansler hos kung Magnus Eriksson och var då även domprost i Linköpings församling, Linköping. Färla omnämns även som domprost och kansler 18 juli 1359 och 6 december 1360. När kungen flydde till Norge lade han ner ämbetet och följde efter 1371. I ett brev utfärdat av honom 14 oktober 1375 nämns han åter som domprost. Färla avled 4 maj 1378 och begravdes i Uppsala domkyrka.

### Egendom
Johan Karlsson ägde jord i Sollentuna härad i Uppland.